# Evangelische Kirche (Szczyrk)
Die Evangelische Kirche (polnisch Kościół ewangelicki w Szczyrku-Salmopolu) ist eine Kirche der Evangelisch-Augsburgischen Kirche in Polen in Szczyrk, Polen. Die Kirche befindet sich im Stadtteil Salmopol gleich unterhalb des Bergpasses Przełęcz Salmopolska.

## Geschichte

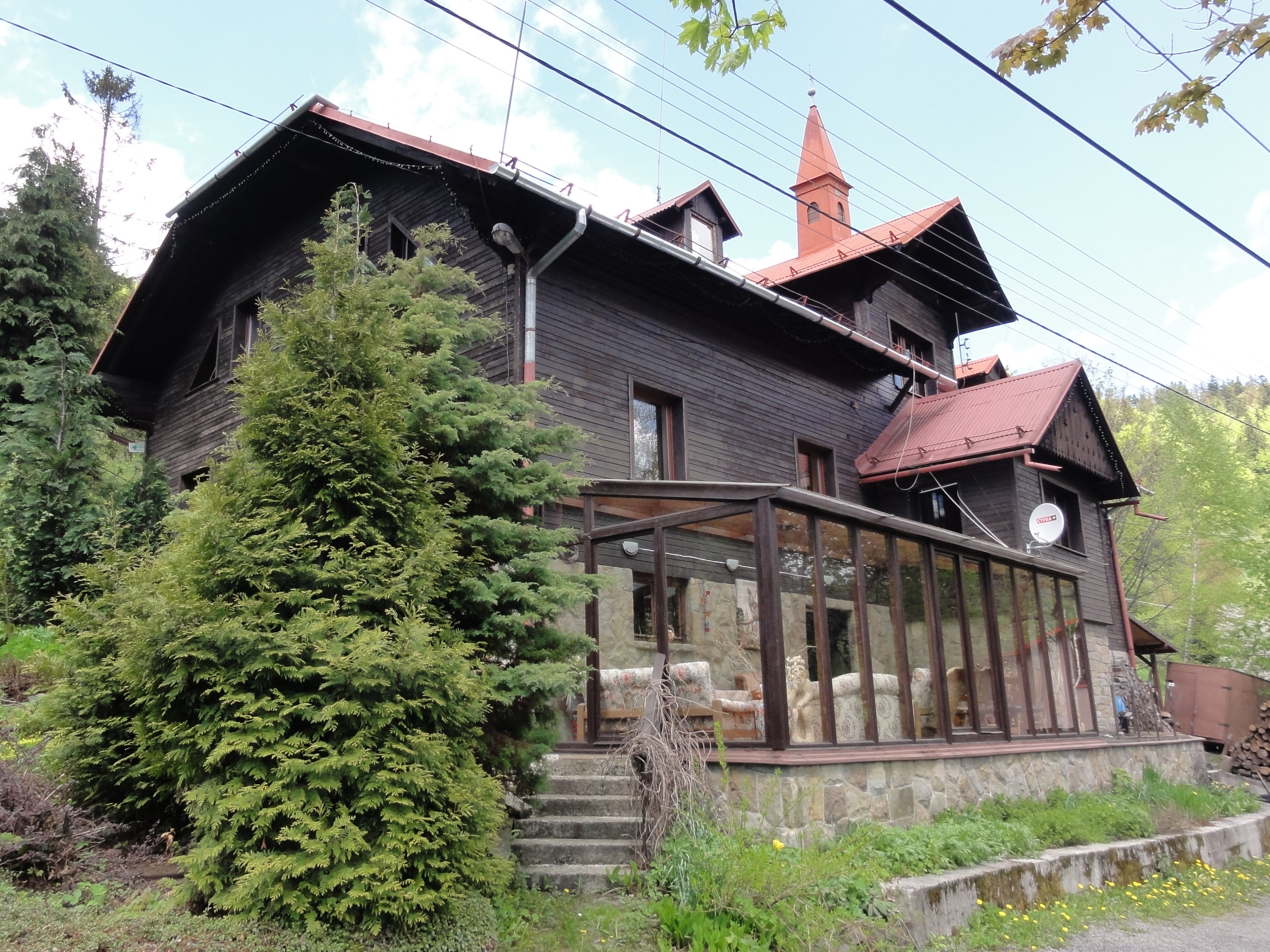
Pfarrhaus von 1897 (ehemalige Schule)

Die ersten Lutheraner kamen 1803 aus Wisła nach Szczyrk. 1897 wurde eine evangelische Schule im damals noch eigenständigen Salmopol eingeweiht. In ihrer Kapelle fanden evangelische Gottesdienste statt. Errichtet wurde die neue Kirche 1991 bis 1995 gegenüber der ehemaligen Schule, die nun als Pfarrhaus dient.